# Наомото Хікару
Наомото Хікару (яп. 猶本 光; нар. 3 березня 1994) — японська футболістка. Вона грала за збірну Японії.

## Клубна кар'єра
У 2007 році дебютувала в «Фукуока Джей Анклас». 2012 року вона перейшла до «Урава Редз». 2018 року підписала контракт з клубом «Freiburg».

## Кар'єра в збірній
Дебютувала у збірній Японії 8 травня 2014 року в поєдинку проти Нової Зеландії. З 2014 рік зіграла 20 матчів в національній збірній.

## Статистика виступів
| Збірна Японії | Збірна Японії | Збірна Японії |
| Рік           | Матчі         | Голи          |
| ------------- | ------------- | ------------- |
| 2014          | 6             | 0             |
| 2015          | 2             | 0             |
| 2016          | 0             | 0             |
| 2017          | 7             | 0             |
| 2018          | 3             | 0             |
| 2019          | 2             | 0             |
| Загалом       | 20            | 0             |